# Macvaughiella
Macvaughiella, rod glavočika iz podtribusa Critoniinae, dio tribusa Eupatorieae.

## Opis
Macvaughiella je poseban rod koji se sastoji od dvije (do četiri) vrste u Meksiku, Gvatemali i Hondurasu i karakteriziran je stisnutim cipselama koje imaju papus od 1-4 čekinje. Rod je godinama išao pod imenom Schaetzellia. Bazni broj kromosoma je očito x=12.

## Vrste
1. Macvaughiella chiapensis R.M.King & H.Rob.
2. Macvaughiella mexicana (Sch.Bip.) R.M.King & H.Rob.
3. Macvaughiella standleyi (Steyerm.) R.M.King & H.Rob.

Macvaughiella oaxacensis R.M.King & H.Rob., možda je sinonim za Macvaughiella chiapensis.

## Sinonimi
- Schaetzellia Sch.Bip.; Flora 33: 419 (1850) (non Klatz. 1849)
- Dichaeta Sch.Bip.; Flora 33: 419 (1850) (non Dichaeta Nutt.)